# جون ياماغوتشي
جون ياماغوتشي (باليابانية: 山口淳؛ بالكانا: やまぐち じゅん) هو عازف بيانو وملحن ياباني، ولد في 19 أكتوبر 1967 في سيتاغايا في اليابان.

## وصلات خارجية
- الموقع الرسمي